# Vicuña

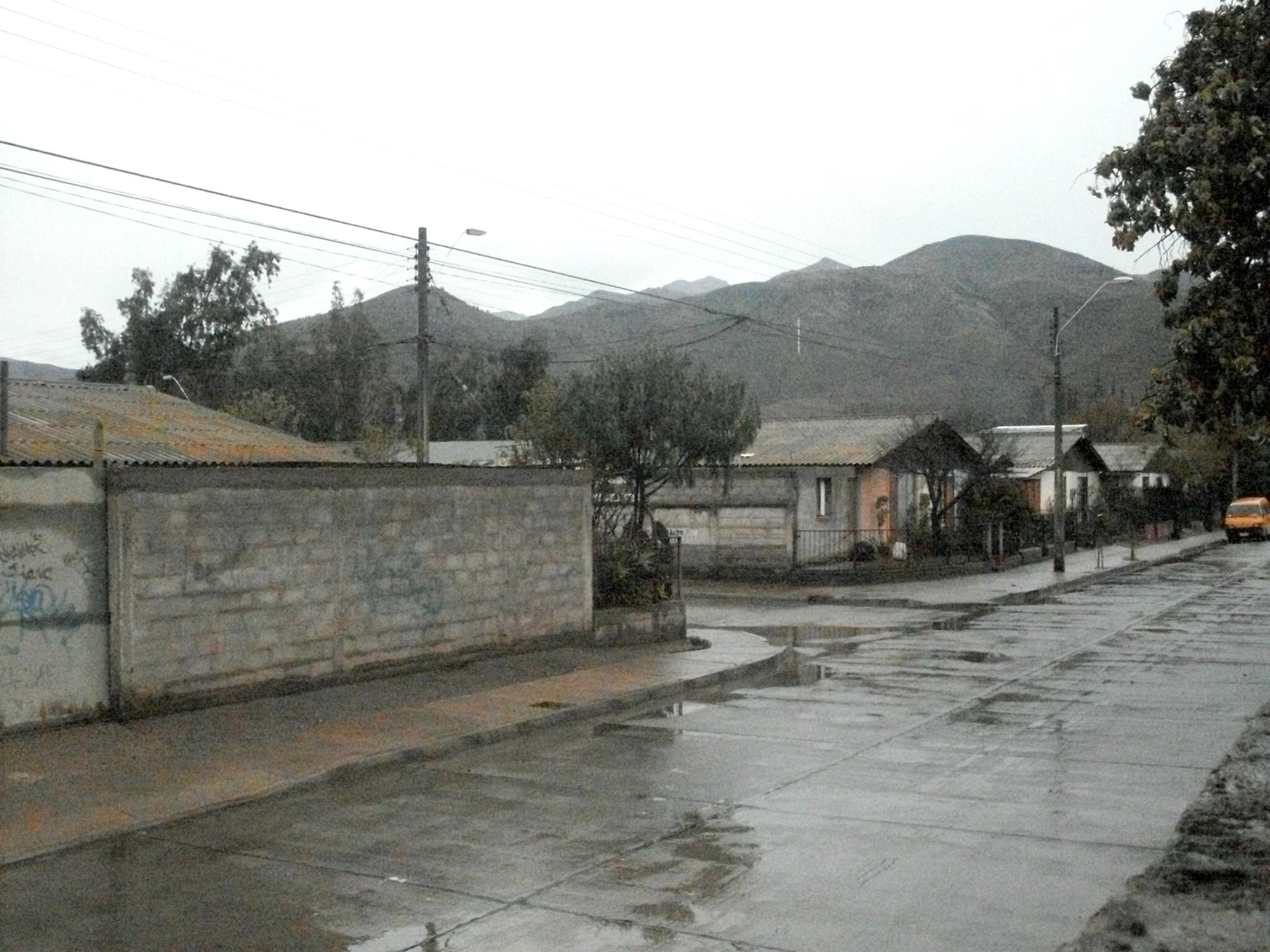
Vicuña, Xile

Vicuña és una comuna de Xile a la regió de Coquimbo i dins la província d'Elqui. Va ser fundada durant el govern de Bernardo O'Higgins per assegurar la sobirania sobre la Vall d'Eiqui. La famosa poetessa Gabriela Mistral hi va néixer el 1889. Aquesta comuna és administrada per la municipalitat de Vicuña. la principal ciutat de la qual és Valle de Elqui.
Es troba a una altitud de 709 m i té una població (2002) de 24.010 habitants.

## Història
Vicuña va ser fundada el 22 de febrer de 1821, pel Coronel Joaquín Vicuña Larraín per ordre de Bernardo O'Higgins, i va rebre el nom de Villa de Vicuña de San Isidro. el 1872, va esdevenir ciutat amb el nom simplement de Vicuña, en honor del seu fundador.

## Topografia
La comuna de Vicuña ocupa una superfície de 7.609, 8 km², essent la comuna més gran de la regió de Coquimo i la segona més extensa de Xile.
Vicuña ocupa la major part del curs mitjà i superior de la conca del riu Elqui.

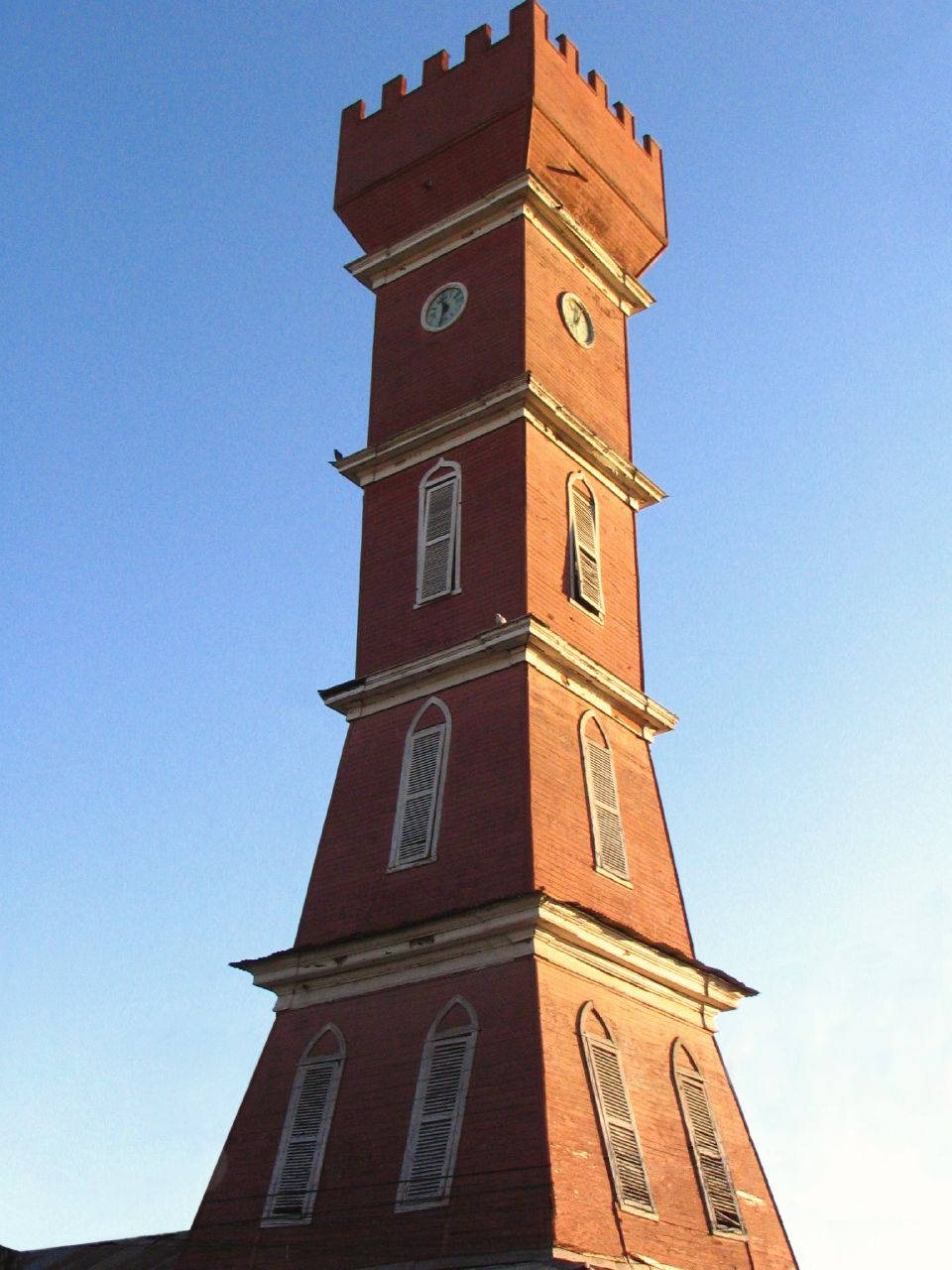
Torre Bauer al centre de Vicuña.

La zona està dominada per les muntanyes amb zones planes extenses a la vall on es fa raïm per a fer la beguda pisco i altres hortalisses i fruites.
Hi ha cims de més de 4.000 metres d'altitud a La Punilla, Atimonate, Balalita, Los Tilos i altres.
- Doña Ana amb 5.590 msnm
- El Escabroso amb 5.430 msnm
- Los Banados amb 5.344 msnm
- Cerro Colorado amb 5.151 msnm
- Cerro La Laguna amb 4.724 msnm
- El Canto amb 4.600 msnm